# هانس ميملنغ

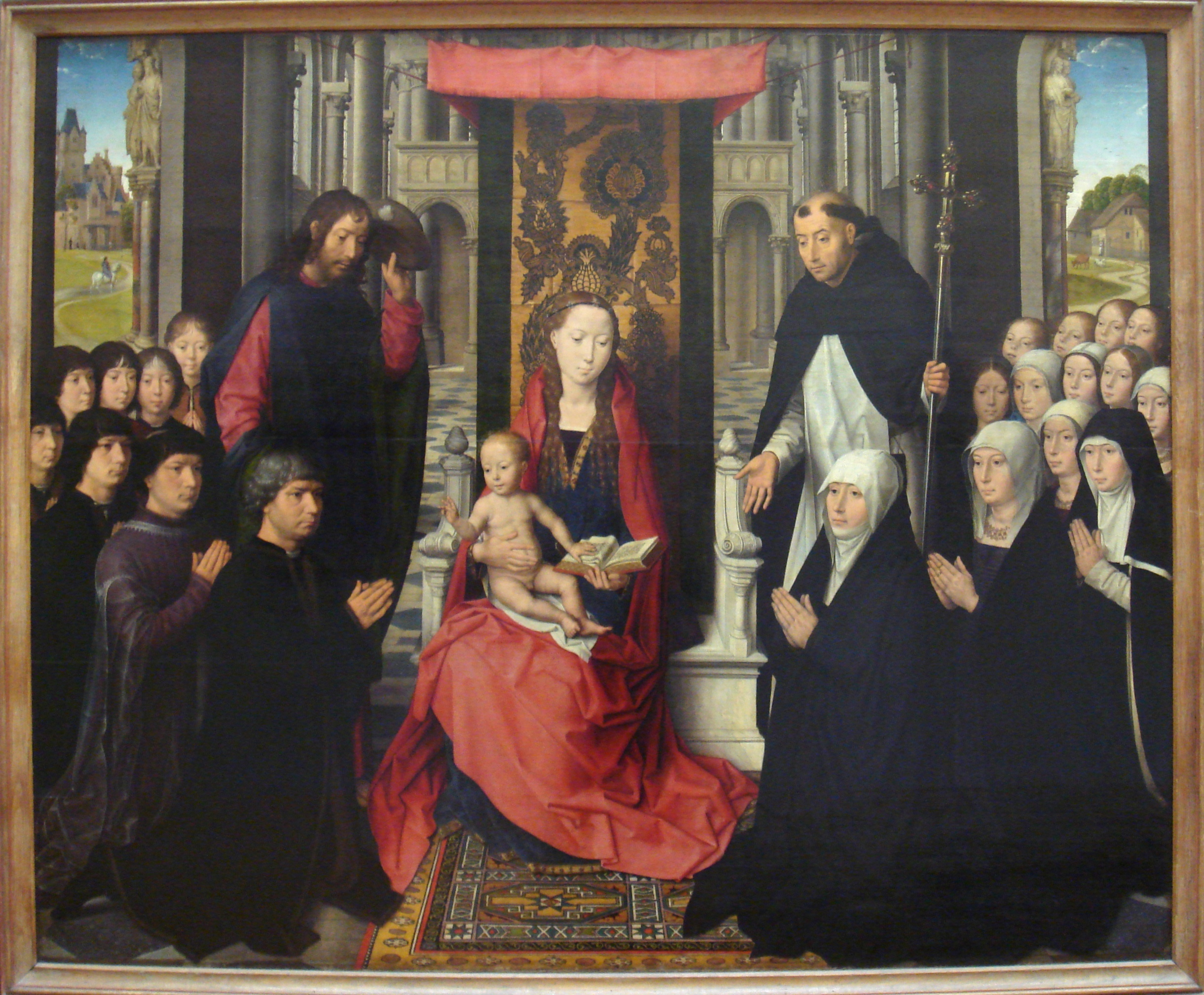
العذراء مع يسوع الطفل بين القديس يعقوب بن زبدي والقديس دومينيك دو غوزمان (1488-1490). تُصوِّر هذه اللوحة ما يسمى «البُسُط الشرقية في عصر النهضة».

هانس ميملنغ (بالألمانية: Hans Memling) هو رسام ألماني ولد في سنة 1430 إنتقل إلى إقليم الفلاندرز في بلجيكا وعاش في مدينة بروكسل وعمل هناك مع روجير فان در فايدن وساهم بهناك بعصر النهضة الهولندية، إنتقل بعدها إلى بروج وتوفي هناك في يوم 11 أغسطس 1494.
كان هانس ميملنغ (يُكتب أيضًا ميملنك، نحو 1430- 11 أغسطس 1494) مصورًا ألمانيًا انتقل إلى فلاندر وعمل في تقليد الرسم (التصوير) الهولندي المبكر. ولد في منطقة الماين الوسطى، ومن المحتمل أنه قد أمضى طفولته في ماينتس. انتقل إلى هولندا بحلول عام 1465 وأمضى بعض الوقت في ورشة عمل روجير فان در فايدن في بروكسل. وأصبح لاحقًا مواطنًا في بروج، حيث أصبح أحد الفنانين الرئيسين وصوَّر فيها أعمالًا دينية تضمنت غالبًا صور بورتريه لرعاته الأثرياء. شمل رعاة ميملنغ المواطنين الأثرياء (المصرفيين، والتجار، والسياسيين) ورجال الدين، والأرستقراطيين.
تعتمد لوحات البورتريه لميملنغ على الأساليب التي تعلمها في شبابه. وقد أصبح ناجحًا جدًا، إذ أُدرِج اسمه عام 1480 بين أغنى المواطنين في قائمة ضرائب المدينة.
تزوج من آنا دي فالكنير في وقت ما بين 1470 و 1480، وأنجبا ثلاثة أطفال. أعيد اكتشاف فن ميملنغ، وأصبح معروفًا للغاية في القرن التاسع عشر.

## حياته وأعماله

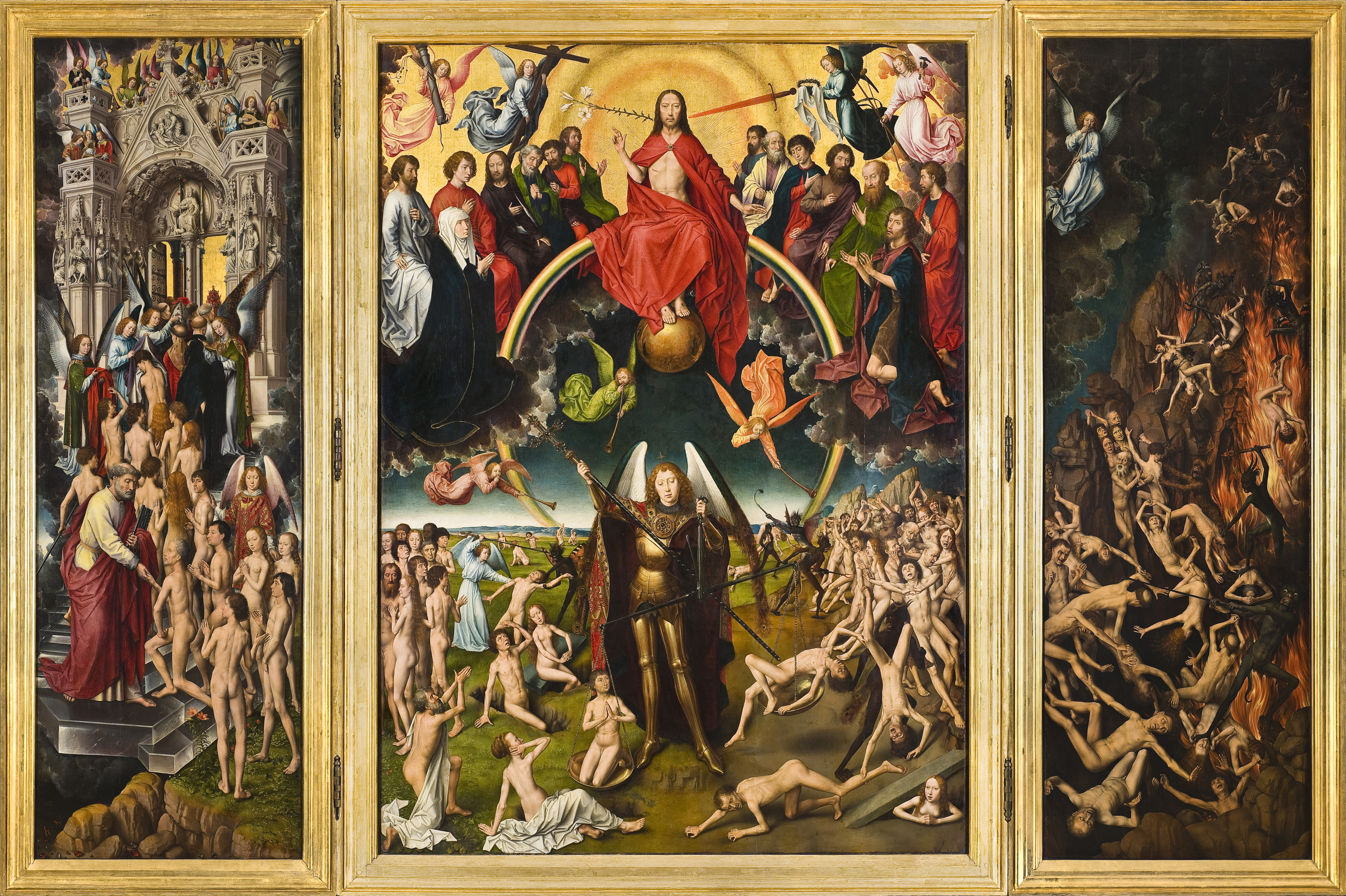
لوحة الحكم الأخير، لوحة ثلاثية، ألوان زيتية على خشب، 1466-1473. المتحف الوطني، غدانسك

وُلد ميملينغ في زيلينغنشتات، بالقرب من فرانكفورت في منطقة الماين الوسطى، وتلقى التدريب المهني (التمهن) في ماينتس أو كولونيا، وعمل لاحقًا في البلدان المنخفضة على يد روجير فان در فايدن (نحو 1455-1460) في بروكسل، دوقية برابنت. ثم عمل في بروج، دوقية فلانديرز بحلول عام 1465.
يُحتمل أنه أصيب في معركة نانسي (1477)، فآواه فرسان الإسبتارية في بروج وعالجوه، وإظهارًا لامتنانه رفض تقاضي مقابل صورة صورها لهم. صوَّر ميملنغ اللوحات لصالح فرسان الإسبتارية في 1479 و 1480، ومن المرجح أنه كان معروفًا لدى رعاة سانت جون قبل معركة نانسي. في عام 1477، عندما اعتُقِد أنه مات، كان متعاقدًا على إنشاء لوحة المذبح لكنيسة بائعي الكتب الصغيرة المذهبة في بروج. لوحة المذبح هذه، مشاهد من آلام المسيح، الموجودة حاليًا في غاليريا سابودا في تورينو، ليست أقل بأي شكل من تلك اللوحات الموجودة في مستشفى سانت جون من عام 1479، ولا تقل في إثارة للاهتمام بصفتها توضيحًا لقوة الربّ من لوحة  الحكم الأخير، الموجودة منذ سبعينيات القرن الخامس عشر في المتحف الوطني، غدانسك. كان الرأي النقدي بالإجماع عمومًا هو إسناد لوحة المذبح هذه إلى ميملنغ. هذا دليل على أن ميملنغ كان مقيمًا في بروج عام 1473؛ لذا من المحتمل أن تكون لوحة «الحكم الأخير» قد صُوِرَت وبيعت إلى تاجر في بروج، شحنها إلى هناك على متن سفينة متجهة إلى البحر المتوسط، وقد استولى عليها قرصان غدانسك بول بينيكه في تلك السنة. يثبت شراء وكيل عائلة ميديتشي لصوره أنه كان يتمتع بسمعة عظيمة.
تشير أقدم المؤشرات -لصورٍ ترتبط بميلمنغ- إلى علاقاته التي عُقدت في بروكسل مع بلاط دوقية بورغونيا. فتشير قائمة مخازن مارغريت دوقة سافوي، الموضوعة عام 1524، إلى اللوحة الثلاثية إله الرحمة لروجير فان در فايدن، التي صَوَّر «المُعلم هانس» الملائكة على ألواحها الجانبية. لذا يُحتمل أنه تدرب على يد فان در فايدن في بروج، حيث سكن بعد ذلك

## روابط خارجية
- هانس ميملنغ على موقع الموسوعة البريطانية (الإنجليزية)
- هانس ميملنغ على موقع ميوزك برينز (الإنجليزية)
- هانس ميملنغ على موقع إن إن دي بي (الإنجليزية)
- هانس ميملنغ على موقع ديسكوغز (الإنجليزية)